# Theta Apodis
Désignations
Theta Apodis (en abrégé θ Aps) est une étoile variable de la constellation australe de l'Oiseau de paradis. Sa magnitude apparente varie entre 4,65 et 6,20, ce qui est assez brillant pour qu'elle soit visible à l'œil nu même si elle peut devenir très faible autour de son minimum de lumminosité. D'après la mesure de sa parallaxe annuelle par le satellite Gaia, l'étoile est distante d'environ ∼ 390 a.l. (∼ 120 pc) de la Terre. Elle s'éloigne du Système solaire à une vitesse radiale de +10 km/s.
Theta Apodis est une étoile variable pulsante semi-régulière de sous-type SRb. Sa luminosité varie selon une période de 111 ou de 119 jours. Une période plus longue autour de 1 000 jours a également été détectée. Benjamin Apthorp Gould a mis en évidence le premier que Theta Apodis était variable en 1879. L'étoile a été identifiée comme une possible binaire astrométrique, indiquant qu'elle pourrait posséder un compagnon en orbite qui provoque des perturbations dans le mouvement de l'étoile primaire.
Sa composante visible est une étoile géante rouge évoluée de type spectral M7 III, actuellement située sur la branche asymptotique des géantes (AGB) du diagramme H-R. Elle est autour de 3 050 fois plus lumineuse que le Soleil et sa température de surface est de 2 850 K. Theta Apodis perd de la masse à un taux de 1,1 × 10−7 masse solaire par an par le biais de son vent stellaire. Du matériel poussiéreux éjecté de l'étoile est entré en interaction avec le milieu interstellaire qui l'entoure, formant un arc de choc alors que l'étoile se déplace dans la Galaxie. La distance de séparation de ce front avec Theta Apodis est d'environ ∼ 0,134 a.l. (∼ 0,041 1 pc).